# Scirus
Scirus war eine englischsprachige Suchmaschine des Elsevier-Verlags (Amsterdam) für hauptsächlich wissenschaftliche, technische und medizinische Publikationen und existierte vom 1. April 2001 bis Anfang 2014. Der Datenbestand, der von Scirus recherchierbar war, umfasste am Ende etwa 400 Millionen wissenschaftliche Dokumente und Webseiten im Volltext. Auch Literaturangaben wurden gesammelt, so dass Scirus gleichzeitig eine Zitationsdatenbank war. Die Abstracts der gefundenen Publikationen waren in der Regel kostenlos, viele Volltexte waren jedoch kostenpflichtig. Webseiten von speziellen wissenschaftlichen Dienstanbietern (ScienceDirect, Medline, BioMed Central, US-Patentamt) und Universitäten gehörten zu den bevorzugt besuchten Seiten von Scirus. Die Suchmaschine arbeitete mit der Technologie von FAST.
Scirus war nach einem altgriechischen Seher aus Dodona benannt.
Anfang 2014 wurde Scirus eingestellt.